# Hartlaubius auratus
Hartlaubius auratus é uma espécie de ave da família Sturnidae.
É endémica de Madagáscar.
Os seus habitats naturais são: florestas secas tropicais ou subtropicais , florestas subtropicais ou tropicais húmidas de baixa altitude e matagal árido tropical ou subtropical.